# 金子弘
金子 弘（かねこ ひろし、1904年3月27日 - 没年不詳）は、日本の俳優である。本名同じ。旧芸名は金村 春夫（かねむら はるお）など。日活大将軍撮影所や日活太秦撮影所などで長く活躍した、伊藤大輔監督映画の常連である。特技は乗馬、水泳、ビリヤード。

## 来歴・人物
1904年（明治37年）3月27日、東京府東京市下谷区（現在の東京都台東区）に生まれる。
1915年（大正4年）、11歳の時に養父である若月一郎の新歌劇の一座で初舞台を踏む。正則中学校（現在の正則高等学校）に進学し、学業の傍ら西野薫一座の芝居に参加する。
1922年（大正11年）、同中学校を卒業して日活向島撮影所に入社。金村春夫名義で数本の作品に出演。ところが1923年（大正12年）9月、関東大震災が発生。それに伴い、日活を退社して養父・若月を助けて佐藤歳三一党と合同して、関東地方を巡業する。1924年（大正14年）4月には無産新劇団を組織して関西・九州地方を巡業したが、内紛が起こり、間も無く解散。同年6月、日活大将軍撮影所現代劇部に入社し、金子鐡郎名義でここでも数本の作品に出演したが、1925年（大正15年）、徴兵検査に合格して金子は陸軍歩兵学校に入校する。
1926年（昭和元年）末、日活に復帰。今度は時代劇部に所属するが、特に伊藤大輔監督映画に多く出演する。即ち1927年（昭和2年）公開の映画『忠次旅日記』三部作に出演したあと日活太秦撮影所に移り、『下郎』『新版大岡政談』全三篇などに出演し人気を得た。後に本名の金子弘名義で出演するが、1928年（昭和3年）10月、伊藤の日活解雇に伴い、金子も同行して市川右太衛門プロダクション、松竹などの作品に出演する。
1930年（昭和5年）4月、伊藤は日活に復帰。1996年（平成8年）に発行された『日本映画人名事典 男優篇 上巻』（同項の執筆岡部龍・司馬叡三）などほとんどの資料では以後の金子の消息は調査不能とするが、実際は阪東妻三郎プロダクション、朝日映画聯盟などを転々とした後に日活に復帰しており、金子春吉名義で1943年（昭和18年）に公開された大映東京撮影所製作の山本弘之監督映画『重慶から来た男』まで出演作品が確認出来る。ただし、以後の消息は不明である。没年不詳。

## 芸名
- 金子 弘 （かねこ ひろし） - 出生名・本名、日活太秦撮影所、市川右太衛門プロダクション、松竹、阪東妻三郎プロダクション
- 金村 春夫 （かねむら はるお） - 日活向島撮影所
- 金子 鉄郎 （かねこ てつろう） - 日活大将軍撮影所、日活太秦撮影所
- 金子 春吉 （かねこ はるきち） - 日活京都撮影所、日活多摩川撮影所、大映